# Спаренберг, Рене
Рене Спаренберг (нидерл. Rene Sparenberg, 3 декабря 1918, Семаранг, Нидерландская Ост-Индия — 1 июля 2013, Ялаха, Флорида, США) — нидерландский хоккеист (хоккей на траве), нападающий. Бронзовый призёр летних Олимпийских игр 1936 года.

## Биография
Рене Спаренберг родился 3 августа 1918 года в городе Семаранг на севере острова Ява в Нидерландской Ост-Индии (сейчас в Индонезии). Его отец работал здесь в лесной промышленности.
В 1927 году был отправлен в Нидерланды для того, чтобы получить образование.
Первоначально занимался футболом, с середины 1930-х годов играл в хоккей на траве. Выступал за «Хилверсюмсе».
В 1936 году вошёл в состав сборной Нидерландов по хоккею на траве на Олимпийских играх в Берлине и завоевал бронзовую медаль. Играл на позиции нападающего, провёл 5 матчей, мячей не забивал.
В течение карьеры провёл 20 матчей за сборную Нидерландов.
В 1939 году вернулся в Нидерландскую Ост-Индию, чтобы заниматься семейным бизнесом.
Большую часть Второй мировой войны провёл в японском лагере для интернированных, строил Бирманскую железную дорогу. После того как война завершилась и Индонезия получила независимость, жил на Кюрасао.
Впоследствии перебрался в США, жил в Вашингтоне, оттуда переехал во Флориду.
Умер 1 июля 2013 года в американском городе Ялаха.
Долгое время Спаренберг и его товарищ по хоккейной сборной Нидерландов Ханс Шнитгер оставались единственными оставшимися в живых призёрами летних Олимпийских игр 1936 года от Нидерландов. После кончины Шнитгера 2 марта 2013 года Спаренберг был почти 4 месяца единственным в этой категории.